# نصف‌النهار ۱۴۴ درجه شرقی
نصف‌النهار ۱۴۴ درجه شرقی ۱۴۴مین نصف‌النهار شرقی از گرینویچ است که از لحاظ زمانی ۹ساعت و ۳۶دقیقه با گرینویچ اختلاف زمانی دارد.
این نصف‌النهار از قطب شمال شروع و از مناطق زیر گذشته و به قطب جنوب ختم می‌شود.
- روسیه
- استرالیا*اقیانوس آرام